# Goniorhynchus octasema
Goniorhynchus octasema là một loài bướm đêm trong họ Crambidae.